# Enrico VIII d'Inghilterra
Enrico VIII Tudor (Greenwich, 28 giugno 1491 – Londra, 28 gennaio 1547) è stato re d'Inghilterra e signore d'Irlanda (in seguito re d'Irlanda) dal 21 aprile 1509 fino alla sua morte.
Enrico VIII d'Inghilterra fu il secondo monarca della dinastia Tudor come successore di suo padre, re Enrico VII d'Inghilterra. Nei primi tempi fu un fiero oppositore delle teorie di Lutero e per questo motivo ottenne nel 1521 dal papa Leone X il titolo di Defensor Fidei, ossia "Difensore della fede". Il titolo che ancora oggi compare sulle monete inglesi con l'acronimo latino DEF. FID. non è tuttavia quello originale, ma fu ricreato dalla Chiesa anglicana. In seguito a un insanabile contrasto sorto sotto papa Clemente VII, infatti, il titolo fu ufficialmente ritirato da papa Paolo III, ma risulta comunque in uso per gli anglicani.
Fu il fondatore della Chiesa anglicana, nata in seguito allo scisma religioso, quindi alla separazione dalla Chiesa cattolica di Roma.
Sposato sei volte e detentore di un potere assoluto incontrastato, segnò fortemente le vicende inglesi. Decretò lo scioglimento dei monasteri e l'unione dell'Inghilterra con il Galles.

## Biografia

### Giovinezza
Enrico era secondogenito di Enrico VII Tudor e di Elisabetta di York. Soltanto tre dei sei fratelli di Enrico sopravvissero: Arturo (principe di Galles), Margherita (regina consorte di Scozia) e Maria (in seguito regina consorte di Francia). Il padre, fondatore della dinastia, conquistò il potere e lo consolidò sposando Elisabetta, figlia del re Edoardo IV d'Inghilterra.
A due anni Enrico venne nominato Conestabile del castello di Dover e Lord Guardiano dei Cinque Porti; l'anno successivo divenne Duca di York. In seguito venne nominato Conte Maresciallo (Earl Marshal) d'Inghilterra e Lord luogotenente d'Irlanda. A dieci anni presenziò alle nozze del fratello maggiore Arturo con Caterina d'Aragona, allora rispettivamente di quindici e sedici anni. Arturo tuttavia morì per una infezione poco dopo ed Enrico, a undici anni, divenne erede al trono.
Il padre Enrico VII, desideroso di concludere un'alleanza matrimoniale fra Inghilterra e Spagna con un nuovo matrimonio fra Enrico, ora principe di Galles, e Caterina d'Aragona, incominciò a muoversi a livello diplomatico per realizzare il suo progetto. Per renderlo possibile occorreva ottenere una dispensa di papa Giulio II, perché, malgrado il matrimonio precedente non fosse stato consumato, inglesi e spagnoli convennero sulla necessità di una dispensa papale per la rimozione di tutti i dubbi per quanto riguardava la legittimità dell'unione. Spinto dalla madre di Caterina, la regina Isabella, il papa concesse la sua dispensa con una bolla papale. Nel 1505, tuttavia, Enrico VII perse interesse per l'alleanza con la Spagna e il matrimonio non venne più celebrato nei tempi previsti.

### Ascesa al trono e primi anni del regno con Caterina d'Aragona
Nel 1509, alla morte del padre, Enrico salì al trono con il nome di Enrico VIII. Il nuovo sovrano consolidò il regno: ridusse il potere degli aristocratici di alto rango e si affidò al sostegno della piccola nobiltà di provincia, la gentry, proprietari di terre, che, pur non appartenendo alla nobiltà, erano titolari di prerogative e privilegi tipici degli aristocratici. Circa nove settimane dopo, sotto la spinta della Spagna, Enrico sposò Caterina, già sua promessa sposa per gli impegni presi precedentemente. Papa Giulio II e William Warham, arcivescovo di Canterbury, avanzarono dubbi sulla validità di tale unione, malgrado la precedente bolla papale e i ripetuti giuramenti di Caterina sulla mancata consumazione delle nozze con il principe Arturo; tuttavia la cerimonia d'incoronazione dei due sovrani venne celebrata ugualmente, nell'abbazia di Westminster, il 24 giugno dello stesso anno.
Uomo eccezionalmente attraente, alto circa un metro e novanta, biondo e atletico, definito "il più bel principe della cristianità", Enrico era ben lontano dall'immagine successiva tramandata ai posteri di un re tirannico, obeso e spietato: gioviale e cavalleresco, possedeva inoltre una vasta cultura umanistica, una solida conoscenza delle lingue (latino, spagnolo, francese), un genuino interesse per la teologia — dovuto anche all'approfondita istruzione religiosa ricevuta nell'infanzia, allorché, in qualità di secondogenito, era stato destinato alla carriera ecclesiastica — e un notevole talento musicale.
Incominciarono quasi subito i problemi di discendenza che segnarono a lungo il regno di Enrico VIII: la prima gravidanza della regina Caterina si concluse con un figlio nato morto, nel 1510, e il secondo figlio, nato il 1º gennaio 1511, sopravvisse soltanto due mesi. Nei primi due anni del regno di Enrico il potere effettivo fu esercitato da Richard Foxe, vescovo di Winchester e "lord del sigillo privato", e da William Warham. Fu il cardinale Thomas Wolsey ad avere maggiore influenza sul sovrano, dai suoi 20 anni in poi; quegli, in qualità di "lord Protettore", dominò la politica inglese fino alla propria morte.
Enrico aderì alla Lega Santa, un'alleanza promossa da papa Giulio II per arginare l'espansionismo del re francese Luigi XII. Nell'alleanza entrarono anche l'imperatore Massimiliano I e Ferdinando II il Cattolico, re di Spagna, con il quale Enrico aveva firmato il Trattato di Westminster. Ormai ventenne, Enrico raggiunse l'esercito inglese, attraversando la Manica e partecipando attivamente alle operazioni militari. Nel 1514 Ferdinando II abbandonò l'alleanza e si arrivò alla pace con i Francesi. L'ascesa del re Francesco I di Francia nel 1515 portò nuovamente l'Inghilterra e la Francia su posizioni antagoniste.
Sul piano dinastico, nel 1516 la regina Caterina diede alla luce una bambina, Maria (lady Mary), facendo sperare a Enrico di poter ancora avere un erede maschio, che fino ad allora, per fatalità, non aveva avuto.
Le vicende europee nel frattempo videro la morte di Ferdinando II nel 1516, cui succedette suo nipote (e nipote della regina Caterina) Carlo V. Nel 1519 morì anche Massimiliano I. I Principi elettori scelsero Carlo V come successore alla guida del Sacro Romano Impero, malgrado i tentativi diplomatici dell'allora cardinale Wolsey, che si opponeva a tale nomina. La crescente rivalità fra Francesco I e Carlo V permise a Enrico, per un certo periodo, di diventare l'ago della bilancia tra le potenze in Europa. Francia e Spagna cercarono dapprima l'appoggio inglese, ma dopo il 1521 l'influenza dell'Inghilterra in Europa cominciò a diminuire. Enrico si alleò con Carlo V e nella guerra che seguì Francesco I venne rapidamente sconfitto. La maggiormente stabile situazione internazionale che ne seguì ridusse il peso della diplomazia inglese in Europa.

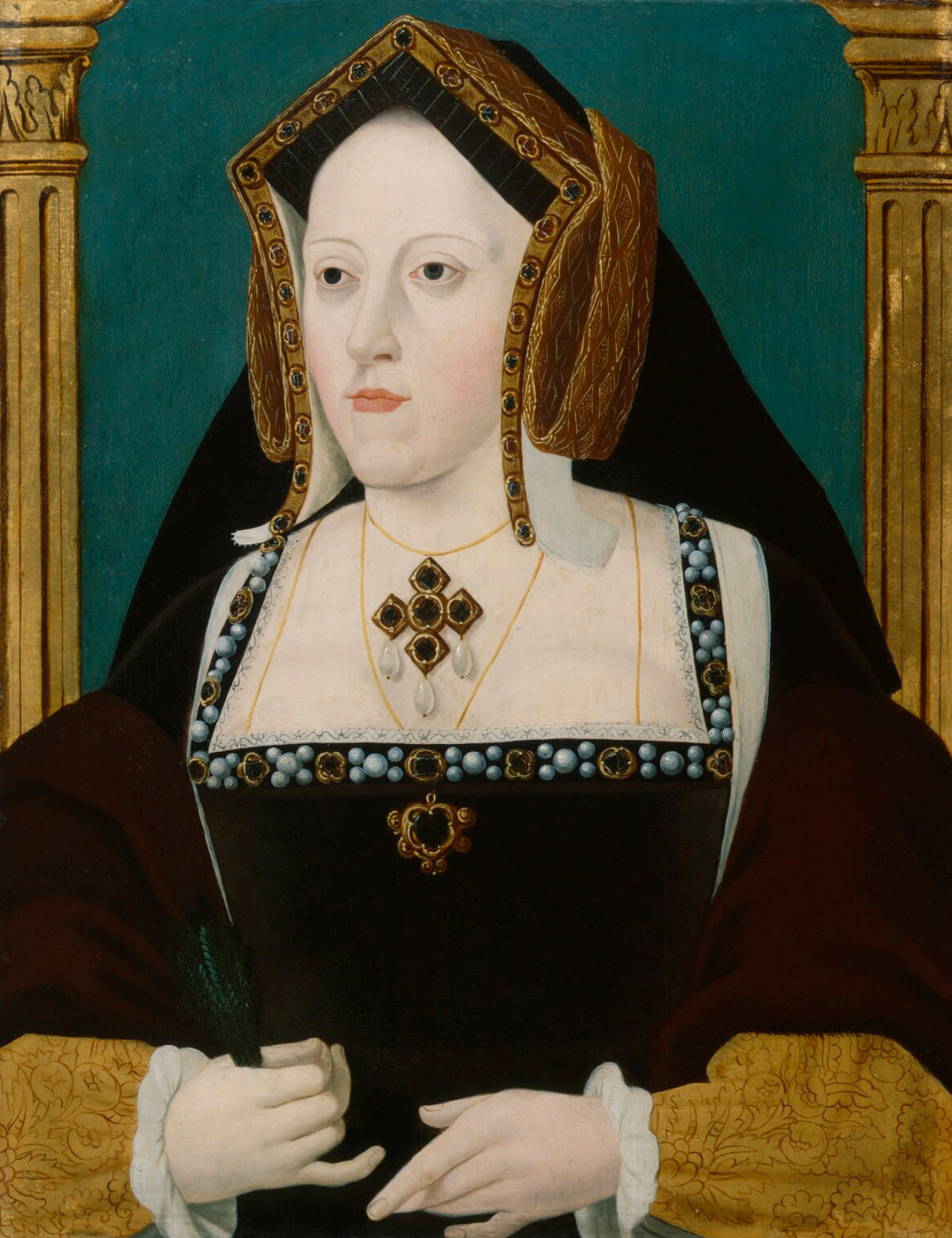
Artista sconosciuto, Caterina d'Aragona attorno al 1530, seconda metà del XVII secolo, olio su tavola, 55,9 x 44,5 cm, National Portrait Gallery, Londra

Ritornando ai problemi dinastici interni, Enrico non aveva ancora un erede maschio. Il popolo inglese riteneva disastroso il governo femminile ed Enrico pensò che soltanto un erede maschio avrebbe potuto mantenere il trono e la sua dinastia. Solo una femmina, la principessa Maria, era sopravvissuta fino ad allora all'infanzia. Enrico in precedenza aveva avuto varie amanti, tra cui Maria Bolena ed Elizabeth Blount. Il figlio di quest'ultima, Henry Fitzroy, morì appena diciassettenne di consunzione, senza contare che la sua posizione illegittima avrebbe potuto comunque renderne quantomeno dubbie le pretese al trono; nonostante le voci che attribuivano al re la paternità dei 2 figli di Maria Bolena, Catherine Carey e Henry Carey (quest'ultimo in effetti straordinariamente somigliante al re), Enrico, probabilmente anche per questioni di opportunità politica, non fece alcun passo per riconoscerli come propri.
Nel 1526, quando ormai la regina Caterina, di salute peraltro sempre più cagionevole, entrò in menopausa, il re cominciò a corteggiare la sorella di Maria Bolena, Anna, educata in Francia, già dama di compagnia della regina e in precedenza nota per una relazione — forse addirittura un matrimonio clandestino — con il nobile Henry Percy, VI conte di Northumberland.
Enrico voleva fortemente un erede maschio e incominciò a pensare alla possibilità di far dichiarare nullo il suo matrimonio con la regina Caterina in base alle precedenti nozze della stessa con il proprio defunto fratello, e ciò malgrado la stessa Caterina avesse ripetutamente giurato che tale unione non era mai stata consumata. Il cardinale Wolsey e William Warham cominciarono riservatamente un'indagine sulla validità del matrimonio, che tuttavia apparve presto difficilmente impugnabile sul piano del diritto. Senza informare il cardinale Wolsey, Enrico si appellò direttamente alla Santa Sede. Il suo segretario William Knight sostenne, a Roma, che la bolla di Giulio II era stata ottenuta con un inganno e conseguentemente era non valida. Inoltre Enrico chiese al papa Clemente VII anche una dispensa che gli permettesse di sposare Anna Bolena, visto che precedentemente aveva avuto una relazione con la sorella di lei, Maria. Clemente VII, pur non favorevole ad annullare il matrimonio, concesse la dispensa voluta, probabilmente pensando che tale concessione non sarebbe servita a nulla finché Enrico fosse rimasto sposato a Caterina.
In questa fase la diplomazia segreta giocò un ruolo determinante per gli avvenimenti che seguirono. Intervennero nella contesa, solo apparentemente interna della corona inglese, gli interessi della Spagna, cattolica, e quindi del Sacro Romano Impero, poiché l'imperatore Carlo V era figlio della sorella di Caterina: l'influenza dell'imperatore sul papato portò Clemente VII a non annullare la bolla papale di Giulio II, nonostante egli fosse propenso ad annullarla; la reazione di Enrico, che non accettò il rifiuto del papa alle sue richieste, comportò la nascita della Chiesa anglicana e l'annullamento di fatto del matrimonio tra Enrico e Caterina, cui seguirà a sua volta la scomunica di papa Clemente. La regina Caterina portò la questione davanti alla legge, ma venne sconfitta — celebre la sua supplica rivolta al marito in tale occasione e ripresa nell'Enrico VIII di William Shakespeare — anche se gli argomenti portati a sostegno della presunta consumazione del matrimonio con il principe Arturo apparvero già all'epoca non molto convincenti. In seguito alla decisione sulla nullità del matrimonio, Caterina fu costretta a lasciare la corte reale e perse il titolo di regina, venendo chiamata «la principessa vedova del Galles», titolo che le era già stato conferito oltre vent'anni prima.
Il re stava ormai per divenire il capo della Chiesa Anglicana e l'influenza di Roma sulle vicende dinastiche della corona inglese stava per essere annullata.

### Il matrimonio con Anna Bolena e lo scisma dalla Chiesa di Roma
Le vicende personali di Enrico VIII e il problema dinastico si mescolarono agli avvenimenti storici e agli accordi segreti tra le diplomazie inglesi, pontificie e spagnole. Il cardinale Wolsey intervenne presso la Santa Sede per contrastare le richieste di Carlo V. Il papa Clemente VII accettò di esaminare insieme il caso. Venne presa una decisione segreta: la bolla papale che autorizzava il matrimonio di Enrico con Caterina avrebbe potuto essere dichiarata nulla. Il procedimento, tuttavia, si bloccò ancora una volta per l'intervento spagnolo: la stessa regina Caterina fece appello al nipote, Carlo V, per ottenere sostegno. Il cardinale Wolsey, non ottenendo quanto richiesto, cadde in disgrazia presso il re e rischiò il processo, ma morì prima che questo venisse celebrato, nel 1530.

Tommaso Moro

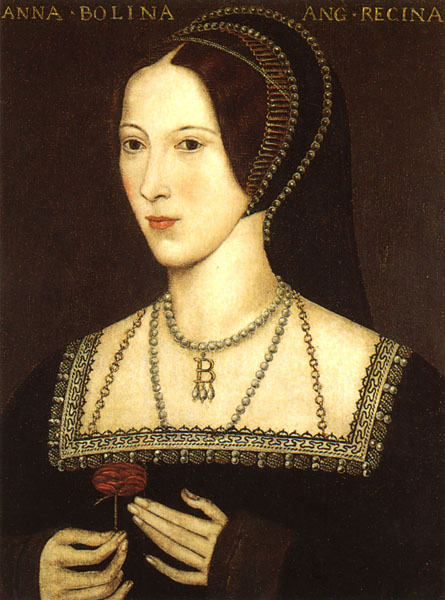
Anna Bolena, copia di dipinto, circa 1534

La carica di lord cancelliere passò all'intellettuale e umanista Tommaso Moro, mentre Thomas Cranmer divenne arcivescovo di Canterbury. Il 25 gennaio 1533 si celebrarono le nozze di Enrico e Anna Bolena. Tommaso Moro non approvò l'annullamento del matrimonio tra Enrico e Caterina e non partecipò alla cerimonia di incoronazione di Anna; tuttavia scrisse a Enrico che riconosceva Anna come sua regina. In seguito la principessa Maria venne dichiarata illegittima e nuovo erede al trono designato divenne la figlia della regina Anna, la principessa Elisabetta. Caterina perse il titolo di regina e morì, con ogni probabilità di cancro, a gennaio del 1536.
Come risposta al matrimonio tra Enrico e Anna Bolena, papa Clemente VII scomunicò il sovrano: la sentenza venne emessa nel mese di luglio del 1533. Anche Tommaso Moro, nel frattempo, si dimise dall'incarico di governo, sostituito da Thomas Cromwell, che divenne il nuovo lord cancelliere.
Il Parlamento approvò gli atti che sancirono la frattura con Roma nella primavera del 1534. In particolare l'Act of Supremacy (Legge di Supremazia) stabilì che il re è « [...] l'unico Capo Supremo della Chiesa d'Inghilterra» e il Treasons Act (Legge sui Tradimenti) del 1534 rese alto tradimento, punibile con la morte, il rifiuto di riconoscere il re come tale. Al papa vennero negate le fonti di finanziamento come l'obolo di San Pietro. L'Act of Succession (Legge di Successione), sempre del 1534, spostò la linea dinastica dalla ex sovrana alla discendenza di Anna Bolena. Tutti gli adulti del regno vennero tenuti ad accettare le disposizioni di queste leggi e chiunque avesse rifiutato sarebbe stato giudicato colpevole di alto tradimento e passibile di pena di morte.
Come conseguenza di queste leggi, tutta la struttura della chiesa cattolica inglese venne attaccata. Cromwell, spinto e sostenuto dal sovrano, fece approvare dal parlamento, nel 1536, una legge che espropriò i possedimenti dei monasteri minori: questa azione portò nelle casse dello stato, nel giro di alcuni anni, ingenti quantità di denaro, ma ancora — formalmente — Enrico era un re cattolico. Solo in seguito, sotto l'influenza di Thomas Cranmer, arcivescovo di Canterbury, e di Edward Seymour, primo duca di Somerset e conte di Hertford, l'anglicanesimo di Enrico VIII prese un indirizzo protestante.

### La fine di Anna Bolena e le altre mogli

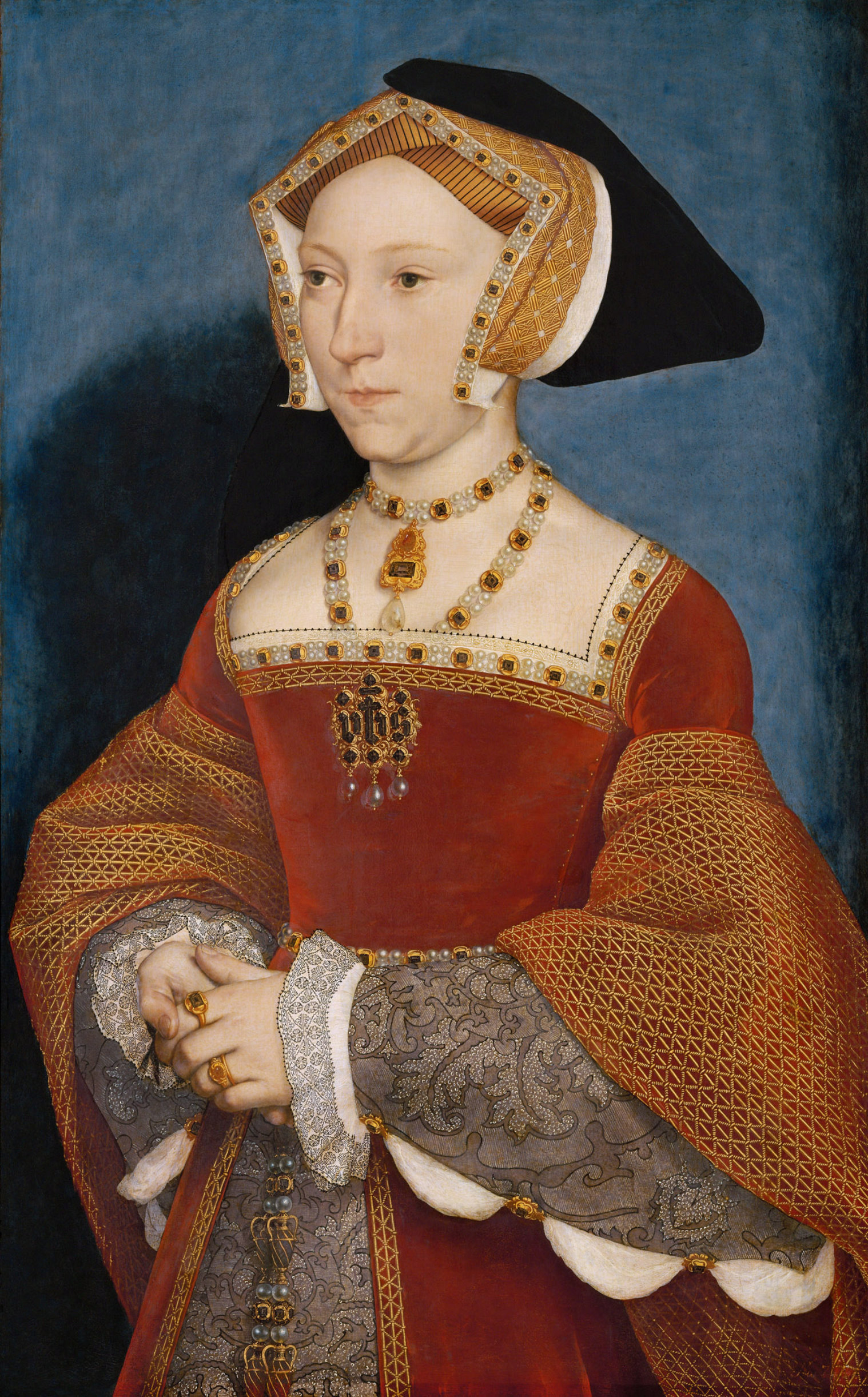
Jane Seymour

Anna di Clèves, ritratto di Hans Holbein il Giovane

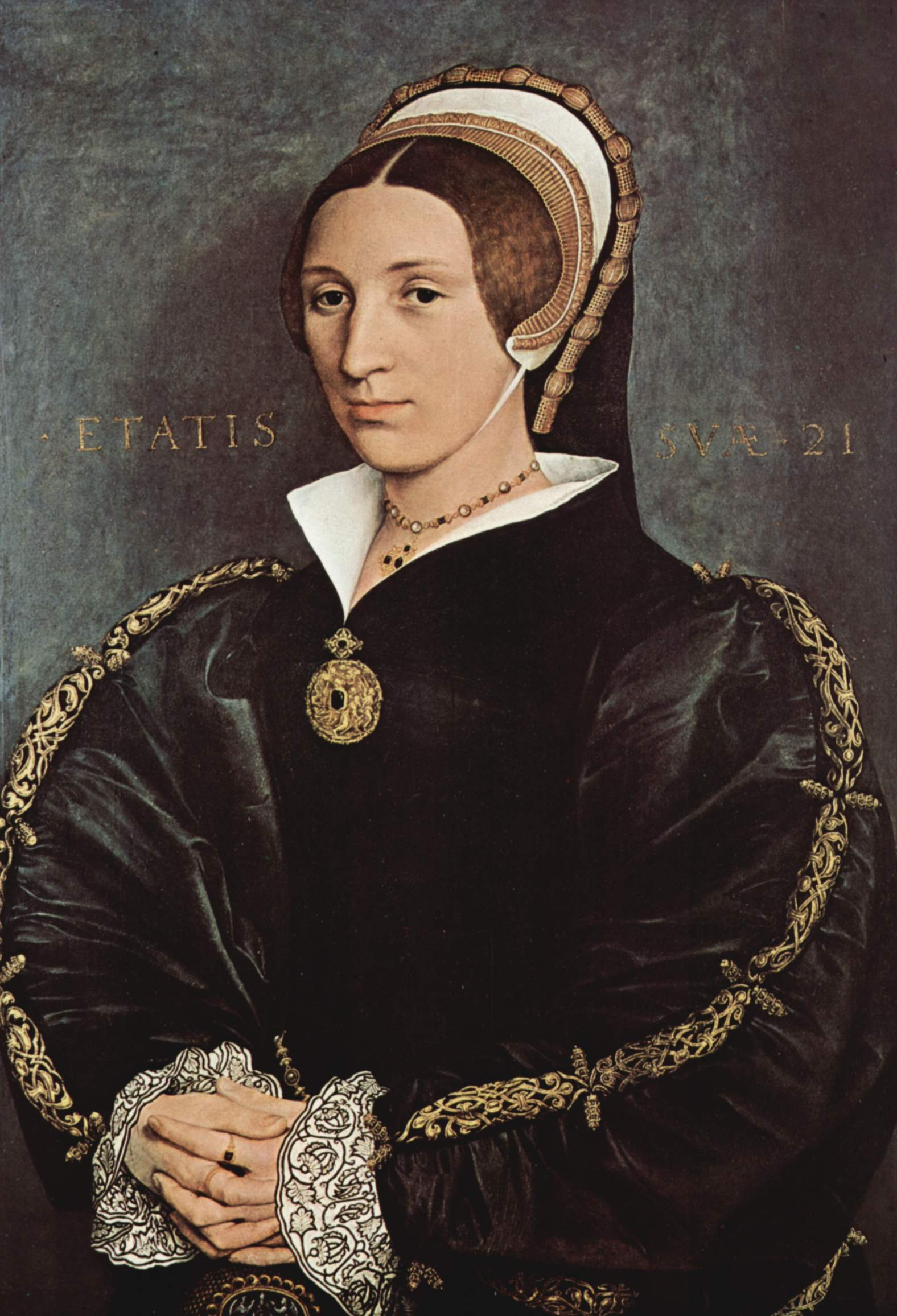
Caterina Howard in un ritratto di Hans Holbein

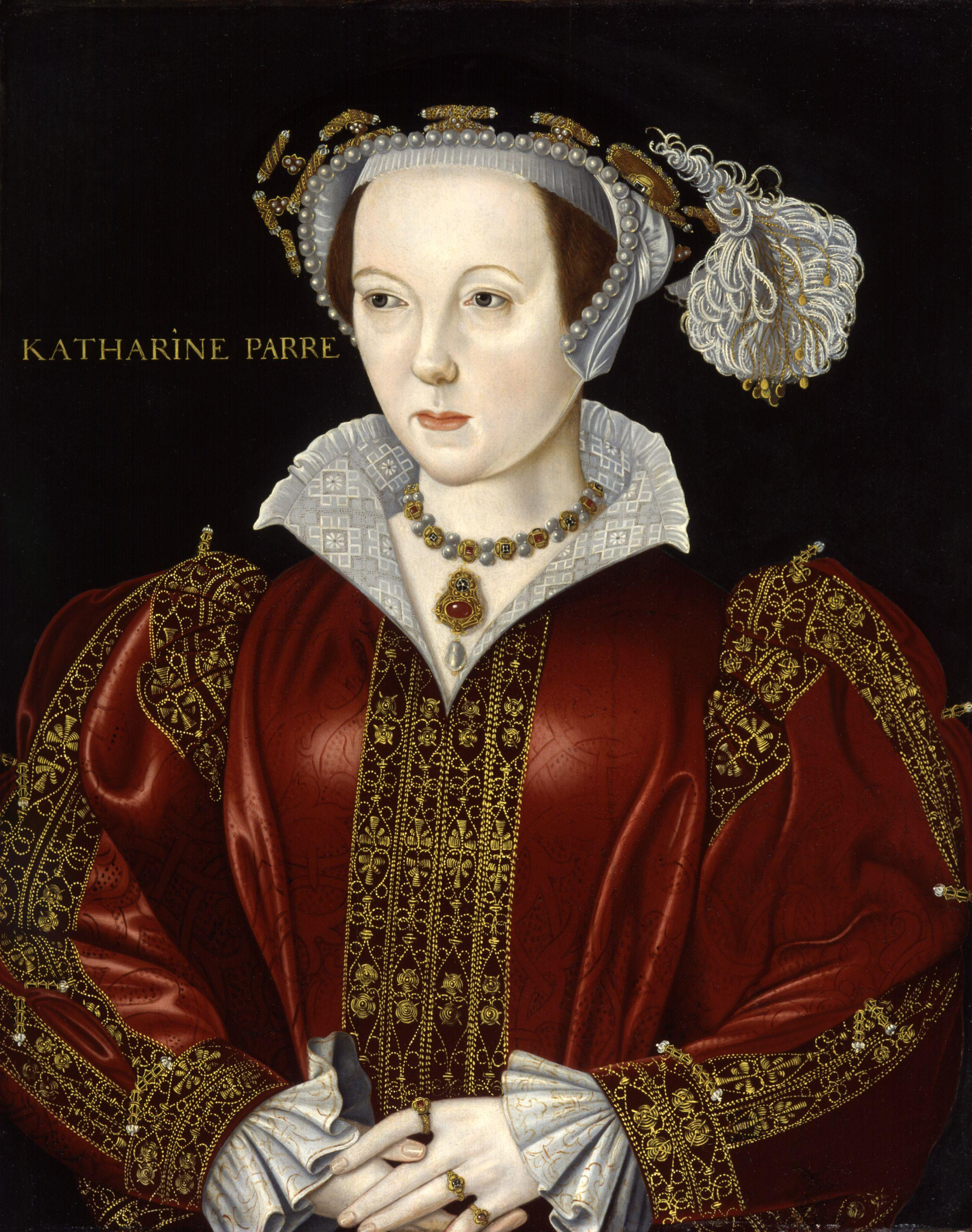
Caterina Parr

Dal 1536 Anna cominciò a perdere il favore di Enrico, non solo per via del suo carattere indisponente che le aveva alienato le simpatie persino dei cortigiani a lei più stretti, ma soprattutto perché neppure lei era riuscita a dare alla luce un figlio maschio. Dopo la nascita della principessa Elisabetta (Lady Elizabeth) nel 1533, Anna ebbe altre gravidanze che si conclusero però con aborti spontanei o con bambini nati morti; in particolare, il 29 gennaio 1536 ebbe un aborto spontaneo di un maschietto e dopo questa data non fu più considerata in grado di generare un erede. Enrico VIII, nel frattempo, si interessò a un'altra nobile della corte, Jane Seymour, dama di compagnia di Anna. Jane era molto meno affascinante di Anna e aveva già ventotto anni, un'età ormai avanzata per i canoni dell'epoca, ma era di carattere più mite, e appariva agli occhi dei contemporanei come una donna di buon senso; era inoltre di famiglia molto più nobile di Anna e soprattutto di famiglia numerosa, il che faceva supporre che fosse fertile.
Al fine di eliminare Anna Bolena si preferì una modalità tale da evitare scandali internazionali: venne istituito un processo per alto tradimento e stregoneria che terminò con la condanna a morte della regina. Il segretario del re, Thomas Cromwell, fu con ogni probabilità l'artefice dell'operazione. Anna venne accusata di avere usato la stregoneria per spingere Enrico a sposarla, di averlo ingiuriato e di avere cospirato per ucciderlo, di essere colpevole di incesto con il proprio fratello, George Boleyn, di avere altri amanti, fra cui un musicista di corte d'origine fiamminga, Mark Smeaton, i cortigiani Henry Norris, Francis Weston e William Brereton. Durante il processo, dei testimoni dichiararono che Anna aveva confidato a varie dame di compagnia e altri cortigiani che il re era in realtà impotente, lasciando intendere che la piccola Elisabetta non fosse figlia di Enrico. La corte, presieduta da Thomas Howard e della quale faceva parte l'ex pretendente di Anna, Henry Percy, giudicò la regina colpevole e la condannò a morte, insieme al fratello George e ai quattro presunti amanti.
L'esecuzione ebbe luogo il 19 maggio 1536. Due giorni prima l'arcivescovo Thomas Cranmer aveva dichiarato nullo il suo matrimonio con Enrico.
Il giorno dopo, 20 maggio, si celebrò in segreto, ma con sontuosa magnificenza, il fidanzamento fra Enrico e Jane Seymour; dieci giorni dopo si celebrò il matrimonio. La legge inglese di successione del 1536 dichiarò che i figli di Enrico e della regina Jane sarebbero stati primi nella linea di successione e che lady Mary e lady Elizabeth erano illegittime. Il 12 ottobre 1537 Jane diede alla luce un figlio maschio, il principe Edoardo. La regina presenziò al battesimo, ma sviluppò una sepsi e morì una decina di giorni dopo, sinceramente compianta da tutto il popolo. Enrico VIII — a detta di tutte le fonti — rimase profondamente turbato dalla perdita della donna che gli aveva finalmente generato un erede.
È probabile che la depressione, conseguente al lutto, abbia aggravato i suoi problemi di salute. Nel 1537 Enrico aveva superato i quarantacinque anni — età, per l'epoca, ritenuta già avanzata — e, complici gli eccessi alimentari (peraltro del tutto consueti per l'aristocrazia inglese), si avviava a diventare obeso, mentre dolorose ferite sulle gambe (con ogni probabilità dovute alla gotta e al diabete) gli impedivano di camminare e lo tormentavano con emorragie e infezioni.
Nel 1536 Enrico fece approvare l'Act of Union (Legge dell'Unione), che formalmente annetté il Galles alla corona d'Inghilterra. L'Inghilterra e il Galles divennero quindi un'unica nazione. La Legge, da quel momento, impose l'uso del solo inglese negli atti ufficiali nel Galles, ignorando le proteste di chi usava la lingua gallese. Sempre nel 1536 una sommossa, il Pilgrimage of Grace, scoppiò nell'Inghilterra del nord. Per calmare i cattolici ribelli Enrico dapprima fece alcune concessioni, ma poi, quando scoppiò una seconda sommossa, i capi della rivolta vennero condannati a morte per tradimento e giustiziati. Nel 1538 Enrico sanzionò la distruzione dei santuari dedicati ai santi cattolici romani e fu scomunicato il 17 dicembre dello stesso anno. Nel 1539 i monasteri che ancora rimanevano in Inghilterra vennero tutti aboliti e le loro proprietà trasferite alla Corona. Come ricompensa Thomas Cromwell, artefice di queste azioni, venne nominato conte di Essex. I religiosi minori persero i loro seggi alla Camera dei Lord, dove restarono solo arcivescovi e vescovi. I Lord spirituali (membri del clero con seggio nella Camera dei Lord) per la prima volta vennero superati in numero dai Lord temporali.
La questione dinastica tuttavia non era ancora risolta. L'unico erede maschio, il principe Edoardo, non godeva di buona salute ed Enrico, su consiglio di Thomas Cromwell, pensò allora ad Anna di Clèves, sorella del protestante duca di Clèves. Il duca era visto anche come importante alleato in caso di un attacco cattolico all'Inghilterra. Dopo avere visto il lusinghiero ritratto della giovane, dipinto da Hans Holbein il Giovane, Enrico decise di sposarla e il matrimonio si celebrò il 6 gennaio 1540. L'unione tuttavia durò solo fino a luglio, appena sei mesi. Ciò fu dovuto a due cause: la giovane Anna, cresciuta secondo le usanze tedesche e priva della raffinata cultura che aveva contraddistinto le tre precedenti consorti reali, risultò essere assai meno attraente rispetto al dipinto. Inoltre vi furono forti considerazioni politiche: il duca di Clèves era infatti impegnato in una disputa con l'imperatore ed Enrico non voleva esservi coinvolto. La regina Anna acconsentì alla richiesta di Enrico di annullare il matrimonio e testimoniò che il loro matrimonio non era mai stato consumato. Come ricompensa, ricevette il bizzarro titolo nobiliare di «Amatissima sorella del re», una cospicua rendita annua e svariate tenute, compreso il castello di Hever, già appartenuto alla famiglia di Anna Bolena, vivendo, pare, alquanto felicemente fino al 1557, ultima a morire tra le sei mogli del sovrano.
Anche Thomas Cromwell, quindi, perse il favore del re per il suo ruolo nella vicenda. Il 28 luglio 1540 (lo stesso giorno della esecuzione di Thomas Cromwell) Enrico sposò la giovane Caterina Howard, già dama di compagnia di Anna di Clèves, prima cugina di Anna Bolena nonché discendente della nobile casata Howard. Caterina all'epoca aveva diciassette anni.
Tuttavia anche questo matrimonio durò poco. La regina venne sospettata di avere più di una relazione, in particolare con altri due uomini, uno dei quali sosteneva di esserne il legittimo marito, mentre l'altro, certo Thomas Culpeper, era uno dei cortigiani favoriti del re. Thomas Cranmer, già in passato fiero oppositore della potente famiglia cattolica degli Howard, portò le prove del tradimento all'attenzione del re. Le indagini che seguirono provarono i fatti e tra dicembre del 1541 e febbraio del 1542 avvenne l'esecuzione dei due amanti e della stessa Caterina, che all'epoca non aveva nemmeno vent'anni e si presentò al patibolo talmente prostrata da dover essere sorretta fino all'ultimo.
Enrico sposò quindi la sua sesta e ultima moglie, la ricca vedova Caterina Parr, la terza con questo nome, nel 1543. La Parr, donna di eccezionale cultura e carattere volitivo, si scontrò subito con Enrico per motivi religiosi; infatti era protestante, mentre Enrico era ancora - nell'intimo - un cattolico. Le frequenti discussioni portarono quasi alla rottura, finché qualcuno suggerì alla nuova regina che con le sue argomentazioni aveva passato il segno. Così Caterina si recò dal re per spiegargli che, se discuteva tanto animatamente con lui, era solo per il piacere di sentire le sue doti retoriche. Caterina inoltre contribuì a riconciliare Enrico con le sue prime due figlie, Mary ed Elizabeth, e a garantire qualche anno di serenità ai figli del sovrano.
Nel 1544 una legge del Parlamento reinserì Maria ed Elisabetta nella linea di successione dopo il principe Edoardo, benché fossero ancora ritenute illegittime. La stessa legge confermò a Enrico il diritto di determinare, con le sue volontà, l'ulteriore successione al trono.

### Malattia e morte

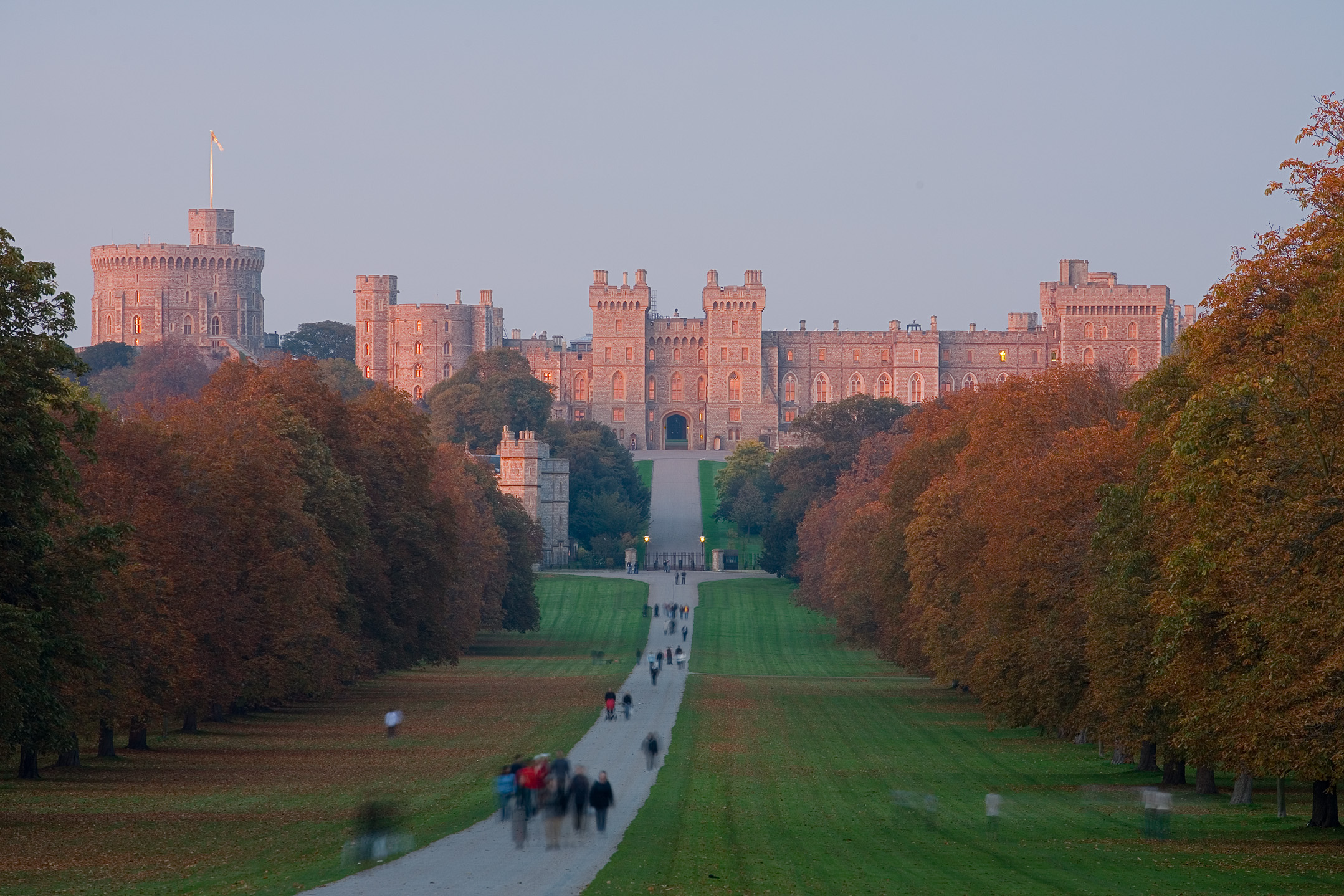
Il castello di Windsor

Nel 1544, nonostante l'obesità, quasi sicuramente lo scorbuto dovuto a una pessima alimentazione - negli ultimi anni, il sovrano pesava all'incirca 180 kg per 1,85 m di statura - e l'aggravarsi della gotta e del diabete, Enrico prese parte all'assedio di Boulogne, espugnando la città dopo oltre due mesi di assedio.
Gli ultimi anni furono segnati da un inarrestabile declino fisico e mentale, culminato nelle accuse di eresia e tradimento lanciate contro la moglie Caterina Parr, che evitò l'arresto nell'estate del 1546 solo dopo aver formalmente ribadito la propria sottomissione al consorte, e nell'arresto del giovane conte di Surrey e dell'ormai anziano genitore di questi, Thomas Howard, III duca di Norfolk, con l'accusa di tradimento. Surrey fu decapitato il 19 gennaio 1547 e il padre ebbe salva la vita unicamente perché l'esecuzione fu rimandata in seguito alla morte del re.
Dopo alcuni giorni di agonia, durante i quali non riuscì più neppure a parlare, Enrico morì il 28 gennaio 1547 nel palazzo di Whitehall. 
Il cadavere venne inumato nel sotterraneo (Royal Vault) della Saint George's Chapel del castello di Windsor, segnato solo da una lapide terragna, accanto alla moglie prediletta Jane Seymour. Più di cento anni dopo, nello stesso sepolcro, fu deposta anche la salma di Carlo I.
Un grandioso monumento funebre, commissionato a vari artisti italiani e che in parte sottraeva elementi a quello di Thomas Wolsey, non fu mai portato a termine e i vari pezzi dell'ultimo progetto realizzato da Benedetto da Rovezzano si trovano oggi nella cattedrale di Gand (quattro candelabri di bronzo), nella cattedrale di Saint Paul a Londra (sarcofago riutilizzato nel monumento a Orazio Nelson) e al Victoria and Albert Museum (quattro angeli in bronzo).

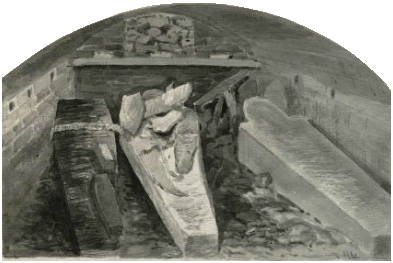
Le bare di Carlo I, Enrico VIII e Jane Seymour deposte nella cripta (disegno del 1888)

La cripta con i feretri di Enrico VIII, Jane Seymour e Carlo I (unitamente alla salma di uno dei figli della regina Anna morti in tenerissima età) fu riaperta nel 1813 e nel 1888 nel corso di alcuni lavori di ristrutturazione della Royal Vault.

## Successione e discendenza

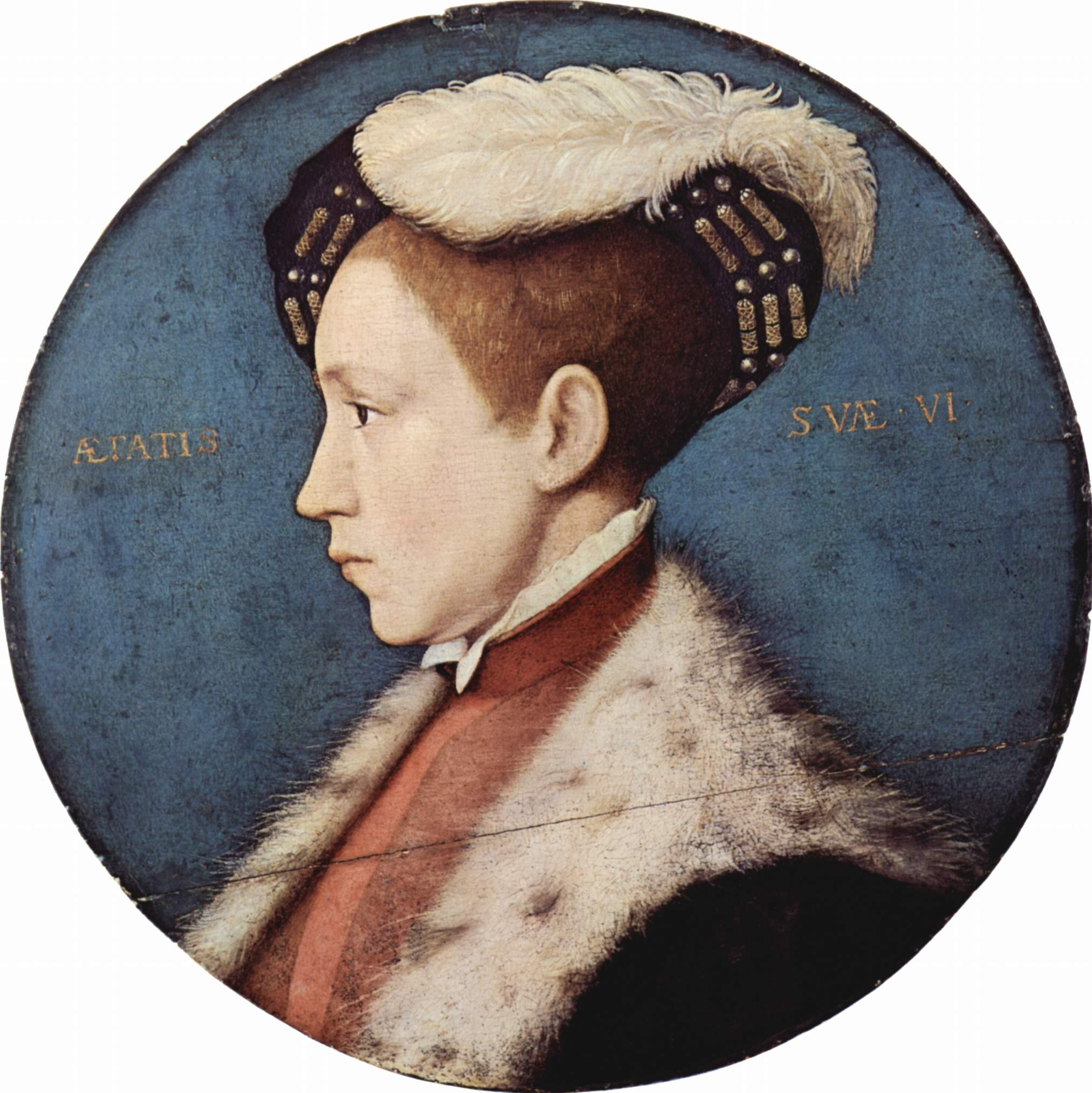
Edoardo VI a sei anni, in un ritratto di Hans Holbein

In conseguenza dell'Atto di successione del 1534 l'unico figlio maschio di Enrico, Edoardo, ereditò la corona diventando Edoardo VI. Edoardo fu il primo monarca protestante a regnare in Inghilterra. Poiché Edoardo aveva soltanto nove anni, non poté esercitare un potere reale. I sedici esecutori che formavano il consiglio di reggenza scelsero Edward Seymour, I duca di Somerset, come Lord protettore del regno, affiancato da Lord Hertford, il quale tuttavia venne sostituito presto da John Dudley, primo duca di Northumberland, e condannato a morte per tradimento. Il duca, tuttavia, non prese il titolo di Lord protettore, ma invitò Edoardo a dichiarare la sua maggiore età prima dei diciotto anni, trasgredendo quindi le volontà di Enrico VIII.
In base alla legge di successione del 1534 e secondo le volontà di Enrico VIII, a Edoardo (in mancanza di una sua discendenza) sarebbe succeduta la sorellastra Maria. Se Maria non avesse avuto figli la corona sarebbe passata a Elisabetta, figlia di Anna Bolena. Se anche Elisabetta non avesse avuto figli la successione sarebbe tornata ai discendenti della sorella defunta di Enrico VIII, Maria Tudor.
Edoardo VI e i suoi consiglieri, tuttavia, avevano disegni diversi. Sul suo letto di morte, Edoardo espresse volontà in contraddizione alle disposizioni di Enrico: Maria ed Elisabetta vennero infatti escluse dalla linea della successione come illegittime. Anche Frances Brandon, duchessa del Suffolk (figlia di Maria Tudor), venne estromessa e al loro posto venne designata Lady Jane Grey, la figlia della duchessa del Suffolk e nuora del potente Duca di Northumberland. Alla morte di Edoardo, nel 1553, Lady Jane venne proclamata regina. Secondo la legge, tuttavia, questo non era possibile: la legge del Parlamento del 1544, voluta in seguito alla riconciliazione con le figlie, aveva specificamente consentito a Enrico di assegnare la corona con le sue volontà, ma nessuna legislazione simile era stata approvata per Edoardo. Con questa motivazione, Maria depose e fece condannare a morte lady Jane, prendendo la corona per sé stessa.
Nel 1558 Maria morì senza discendenza e le successe la sorellastra Elisabetta, la quale non si sposò né nominò mai un erede, causando una crisi di successione. Per impedire agli Stuart di diventare una famiglia dinastica in Europa e, quindi, scongiurare l'eventualità che i cattolici scozzesi sedessero sul trono d'Inghilterra, Elisabetta ordinò l'esecuzione di Maria Stuart. Secondo le volontà di Enrico VIII, a Elisabetta sarebbe dovuto succedere l'erede di Maria Tudor, Lady Anne Stanley. In realtà il regno passò a Giacomo VI, re di Scozia, figlio di Maria Stuart, a sua volta nipote di Margherita Tudor, sorella di Enrico VIII.

Giacomo fu fin dall'inizio sufficientemente potente, quindi la sua successione non incontrò opposizioni. Giacomo VI di Scozia diventò così Giacomo I, primo re d'Inghilterra del Casato degli Stuart.
| Nome                                                          | Nascita           | Morte             | Note |
| ------------------------------------------------------------- | ----------------- | ----------------- | --- |
| da Caterina d'Aragona (16 dicembre 1485-7 gennaio 1536)       |                   |                   | |
| Figlia senza nome nata morta                                  | 31 gennaio 1510   | 31 gennaio 1510   | |
| Enrico, duca di Cornovaglia                                   | 1º gennaio 1511   | 22 febbraio 1511  | |
| Figlio senza nome                                             | 17 settembre 1513 | 17 settembre 1513 | |
| Enrico, Duca di Cornovaglia                                   | 5 dicembre 1514   | 5 dicembre 1514   | |
| Maria I                                                       | 18 febbraio 1516  | 17 novembre 1558  | sposata nel 1554 con Filippo II di Spagna, da cui non ebbe figli                                                            |
| Figlia senza nome                                             | 10 novembre 1518  | 17 novembre 1518  | |
| da Elizabeth Blount                                           |                   |                   | |
| Henry FitzRoy, I duca di Richmond e Somerset                  | 15 giugno 1519    | 18 giugno 1536    | illegittimo ma riconosciuto; sposato nel 1533 a quattordici anni con Lady Mary Howard, da cui non ebbe figli                |
| da Maria Bolena sorella di Anna Bolena (morta 19 luglio 1543) |                   |                   | |
| Catherine Carey                                               | circa 1524        | 15 gennaio 1568   | reputata illegittima; sposata con Sir Francis Knollys; ebbe quindici figli di cui l'ultimo morto si presume intorno al 1643 |
| Henry Carey, I barone Hunsdon                                 | 4 marzo 1526      | 23 luglio 1596    | reputato illegittimo; si sposò nel 1545 con Ann Morgan, da cui ebbe sedici figli                                            |
| da Mary Berkeley                                              |                   |                   | |
| Sir Thomas Stucley                                            | circa 1525        | 4 agosto 1578     | reputato illegittimo; sposato con Anne Curtis; discendenza non nota                                                         |
| Sir John Perrot                                               | circa 1527        | settembre 1592    | reputato illegittimo; sposato con (1) Ann Cheyney e (2) Jane Pruet; ebbe discendenza                                        |
| da Joan Dyngley                                               |                   |                   | |
| Etheldreda Malte                                              | circa 1529        | dopo 1555         | reputata illegittima; sposata con 1546–1548 John Harrington; discendenza non nota                                           |
| da Anna Bolena (morta il 19 maggio 1536)                      |                   |                   | |
| Elisabetta I                                                  | 7 settembre 1533  | 24 marzo 1603     | nubile e senza discendenza                                                                                                  |
| Figlio senza nome                                             | 29 gennaio 1536   | 29 gennaio 1536   | |
| da Jane Seymour (1509 circa -24 ottobre 1537)                 |                   |                   | |
| Edoardo VI                                                    | 12 ottobre 1537   | 6 luglio 1553     | celibe e senza discendenza                                                                                                  |

* Nota: Dei figli di Enrico VIII reputati illegittimi, solo il Duca di Richmond e Somerset fu riconosciuto formalmente dal Re. La paternità degli altri figli non è invece stabilita pienamente.

## Principali atti politici e legislativi sotto il suo regno
Durante il regno di Enrico VIII vennero emanate numerose e importanti leggi e vennero scritti atti pubblici di valore politico enorme, opera dei consiglieri succedutisi nel corso della sua vita.
Tra i consiglieri più seguiti nei primi anni figura Thomas Wolsey, che curò specialmente l'aspetto economico, facendo svincolare il Consiglio Privato dall'amministrazione dei beni della corona, dando più autonomia agli uffici del tesoro.
- Nel 1521, quindi nei primi anni di regno, consigliato da Tommaso Moro, scrisse un Assertio Septem Sacramentorum, che gli fece guadagnare l'appellativo di Defensor fidei da parte del Papa.
- Nel 1533, con il Buggery Act, fu promulgata la prima legge contro la sodomia in Inghilterra.
- Nel 1534, sollecitato da Thomas Cromwell, il Parlamento approvò diverse leggi che sancirono la frattura con Roma: lo Statute in Restraint of Appeals (Statuto per la limitazione degli appelli), che impediva alla Chiesa di emettere regole senza il consenso del re. L'Ecclesiastical Appointments Act (Atto sulle nomine ecclesiastiche), che impone al clero di scegliere vescovi nominati dal sovrano. L'Act of Supremacy (Atto di Supremazia) dichiarava che il re è "l'unico Capo Supremo della Chiesa d'Inghilterra". Il Treasons Act (Legge sui Tradimenti) rese alto tradimento, punibile con la morte, il rifiuto di riconoscere il Re come tale. Al Papa vennero negate le fonti di finanziamento come l'obolo di San Pietro. L'Act of Succession (Legge di Successione), rigettando le decisioni del Papa, convalidò l'unione fra Enrico e Anna Bolena.
- Tra il 1536 e il 1543 gli Acts of Union (Atti di Unione) unirono l'Inghilterra e il Galles in una nazione.[14]
- Nel 1542 il Witchcraft Act puniva con la morte « [...] l'invocazione o l'evocazione dello spirito diabolico».

## Enrico VIII nella cultura di massa
Enrico VIII ha avuto un grande impatto anche e soprattutto dopo la sua scomparsa. Il sovrano è stato citato e raffigurato in letteratura, nell'arte e, a partire dal XX secolo, anche nel cinema e nella televisione. Memorabile l'interpretazione che l'attore inglese Charles Laughton ne diede nel film Le sei mogli di Enrico VIII (1933) di Alexander Korda.

## Voci correlate

Il monogramma personale di re Enrico VIII.

Il monogramma di re Enrico VIII e della regina Anna Bolena.

## Titoli reali e araldica
Enrico VIII fu il primo monarca inglese a usare regolarmente il titolo di "Vostra Maestà", benché anche le alternative "Vostra Altezza" e "Vostra Grazia" fossero usate di tanto in tanto.
Parecchi cambiamenti sono stati fatti ai titoli reali durante il suo regno. Enrico originalmente ha usato l'intitolazione: "Enrico ottavo, per grazia di Dio, re d'Inghilterra, Francia e signore (Lord) d'Irlanda". Nel 1521, per una concessione del papa Leone X, espressa come ricompensa del libro di Enrico che attaccava Martin Lutero e difendeva la Chiesa cattolica, l'intitolazione reale si è trasformata in "Enrico ottavo, per grazia di Dio, re d'Inghilterra e di Francia, protettore della fede e signore d'Irlanda". Dopo la frattura con Roma, papa Paolo III annullò la concessione del titolo "protettore della fede", ma una legge del parlamento dichiarò che essa rimaneva valida in rapporto alla Chiesa d'Inghilterra.
Nel 1535 Enrico aggiunse la "frase della supremazia" al titolo reale, che si trasformò in "Enrico ottavo, per grazia di Dio, re d'Inghilterra e Francia, difensore della fede, signore d'Irlanda e capo supremo in terra della Chiesa d'Inghilterra". Nel 1536 la frase "della Chiesa d'Inghilterra" fu cambiata in "della Chiesa d'Inghilterra e anche d'Irlanda".
Il 1542 Enrico cambiò il titolo di "signore d'Irlanda" in "re d'Irlanda", dopo che gli fu fatto notare che molti irlandesi guardavano al Papa come al vero capo del loro paese, con il signore d'Irlanda che fungeva da mero rappresentante. L'intitolazione "Enrico ottavo, per grazia di Dio, re d'Inghilterra, di Francia e d'Irlanda, protettore della fede e Capo supremo in terra della chiesa d'Inghilterra e anche d'Irlanda" è rimasta in uso fino alla fine del regno di Enrico.
Le arme di Enrico VIII furono uguali a quelle usate dai suoi predecessori a partire da Enrico IV. Inquartato: nel primo e nel quarto d'azzurro a tre gigli d'oro (per la Francia); nel secondo e nel terzo di rosso, a tre leoni guardanti e passanti d'oro (per l'Inghilterra).
Tra gli altri titoli e onorificenze portò anche il nastro di Sovrano dell'Ordine della Giarrettiera.

Stendardo Reale di Enrico VIII, con sopra il suo distintivo araldico, il drago rosso di Galles

## Ascendenza
|                           |                                         |                                               | Genitori                               |  |  | Nonni |  |  | Bisnonni   |  |  | Trisnonni         |  |
|                           |                                         |                                               |                                        |  |  |       |  |  | Owen Tudor |  |  | Maredudd ap Tudur |  |
|                           |                                         |                                               |                                        |  |  |       |  |  | Owen Tudor |  |  | Maredudd ap Tudur |  |
|                           |                                         | Margaret ferch Dafydd                         |                                        |  |  |       |  |  | Owen Tudor |  |  |                   |  |
| Edmondo Tudor             |                                         |                                               |                                        |  |  |       |  |  | Owen Tudor |  |  |                   |  |
|                           |                                         | Caterina di Valois                            | Carlo VI di Francia                    |  |  |       |  |  |            |  |  |                   |  |
|                           |                                         | Caterina di Valois                            | Carlo VI di Francia                    |  |  |       |  |  |            |  |  |                   |  |
|                           |                                         | Caterina di Valois                            | Isabella di Baviera                    |  |  |       |  |  |            |  |  |                   |  |
| Enrico VII d'Inghilterra  |                                         | Caterina di Valois                            |                                        |  |  |       |  |  |            |  |  |                   |  |
|                           |                                         | John Beaufort, I duca di Somerset             | John Beaufort, I conte di Somerset     |  |  |       |  |  |            |  |  |                   |  |
|                           |                                         | John Beaufort, I duca di Somerset             | John Beaufort, I conte di Somerset     |  |  |       |  |  |            |  |  |                   |  |
|                           |                                         | John Beaufort, I duca di Somerset             | Margaret Holland                       |  |  |       |  |  |            |  |  |                   |  |
| Margaret Beaufort         |                                         | John Beaufort, I duca di Somerset             |                                        |  |  |       |  |  |            |  |  |                   |  |
|                           |                                         | Margaret Beauchamp di Bletso                  | Roger Beauchamp, barone di Bletso      |  |  |       |  |  |            |  |  |                   |  |
|                           |                                         | Margaret Beauchamp di Bletso                  | Roger Beauchamp, barone di Bletso      |  |  |       |  |  |            |  |  |                   |  |
|                           |                                         | Margaret Beauchamp di Bletso                  | Edith Stourton                         |  |  |       |  |  |            |  |  |                   |  |
| Enrico VIII d'Inghilterra |                                         | Margaret Beauchamp di Bletso                  |                                        |  |  |       |  |  |            |  |  |                   |  |
|                           | Riccardo Plantageneto, III duca di York | Riccardo Plantageneto, III conte di Cambridge |                                        |  |  |       |  |  |            |  |  |                   |  |
|                           | Riccardo Plantageneto, III duca di York | Riccardo Plantageneto, III conte di Cambridge |                                        |  |  |       |  |  |            |  |  |                   |  |
|                           | Riccardo Plantageneto, III duca di York | Anna Mortimer                                 |                                        |  |  |       |  |  |            |  |  |                   |  |
| Edoardo IV d'Inghilterra  | Riccardo Plantageneto, III duca di York |                                               |                                        |  |  |       |  |  |            |  |  |                   |  |
|                           |                                         | Cecilia Neville                               | Ralph Neville, I conte di Westmorland  |  |  |       |  |  |            |  |  |                   |  |
|                           |                                         | Cecilia Neville                               | Ralph Neville, I conte di Westmorland  |  |  |       |  |  |            |  |  |                   |  |
|                           |                                         | Cecilia Neville                               | Joan Beaufort, contessa di Westmorland |  |  |       |  |  |            |  |  |                   |  |
| Elisabetta di York        |                                         | Cecilia Neville                               |                                        |  |  |       |  |  |            |  |  |                   |  |
|                           |                                         | Richard Woodville                             | Richard Wydevill                       |  |  |       |  |  |            |  |  |                   |  |
|                           |                                         | Richard Woodville                             | Richard Wydevill                       |  |  |       |  |  |            |  |  |                   |  |
|                           |                                         | Richard Woodville                             | Elizabeth Bodulgate                    |  |  |       |  |  |            |  |  |                   |  |
| Elisabetta Woodville      |                                         | Richard Woodville                             |                                        |  |  |       |  |  |            |  |  |                   |  |
|                           |                                         | Giacometta di Lussemburgo                     | Pietro I di Lussemburgo-Saint Pol      |  |  |       |  |  |            |  |  |                   |  |
|                           |                                         | Giacometta di Lussemburgo                     | Pietro I di Lussemburgo-Saint Pol      |  |  |       |  |  |            |  |  |                   |  |
|                           |                                         | Giacometta di Lussemburgo                     | Margherita Del Balzo                   |  |  |       |  |  |            |  |  |                   |  |
|                           |                                         | Giacometta di Lussemburgo                     |                                        |  |  |       |  |  |            |  |  |                   |  |